# Râul Isticeu
Râul Isticeu este un curs de apă, afluent al râului Gurghiu. 

## Imagini

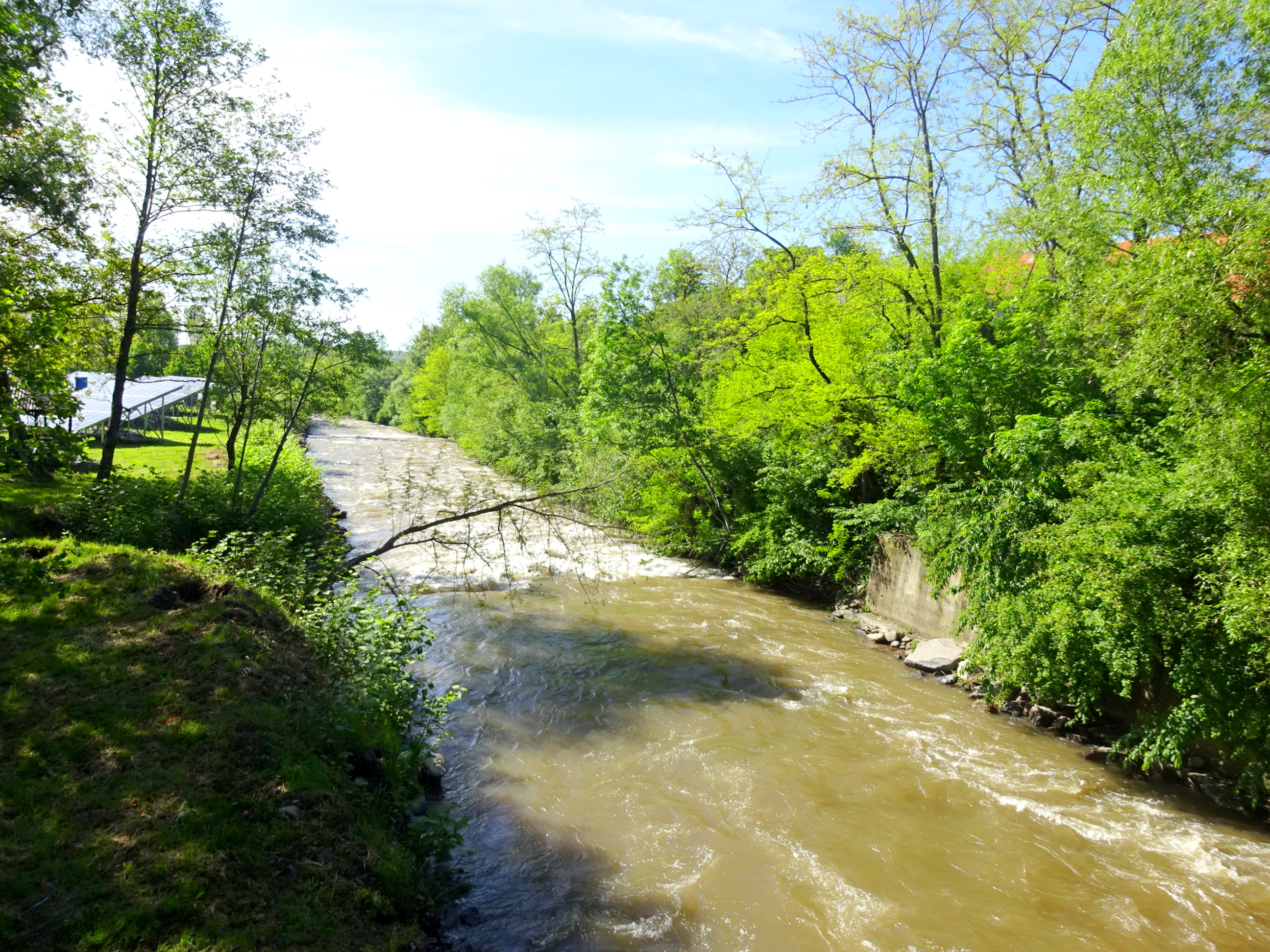
Râul Isticeu la Dubiștea de Pădure
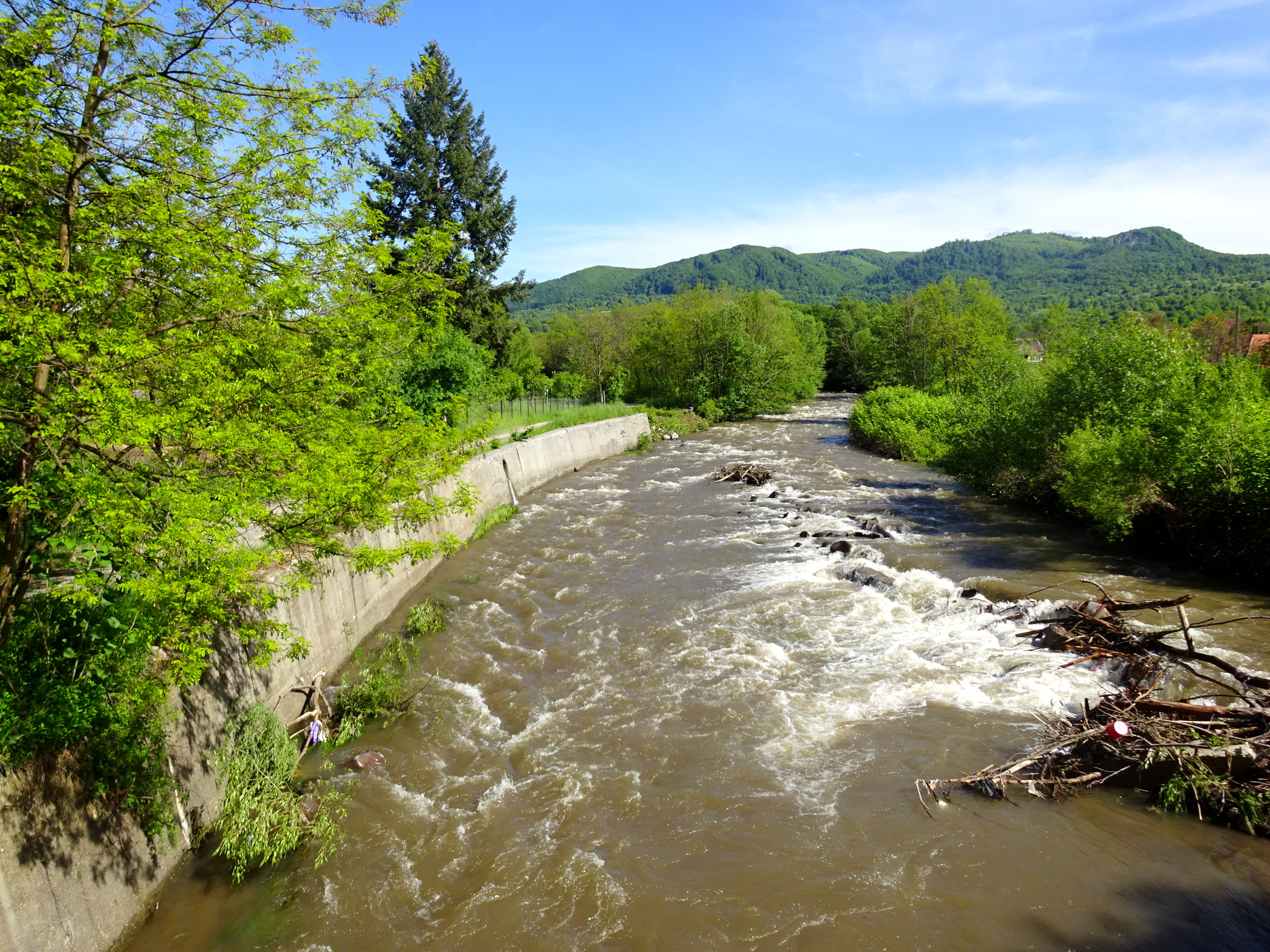
Râul Isticeu la Dubiștea de Pădure